# Discommunication
Discommunication (ディスコミュニケーション?) è un manga scritto e disegnato da Riichi Ueshiba, pubblicato sulla rivista Afternoon di Kōdansha dal 25 dicembre 1991 al 25 gennaio 1999 e in seguito raccolto in tredici volumi tankōbon.
L'opera conta anche uno spin-off, Discommunication: Seireihen, che lega la serie al fumetto Yume Tsukai della stessa Ueshiba, e un volume contenente dei capitoli inizialmente non inclusi nell'edizione tankōbon, intitolato Discommunication: Gakuen. Il manga è stato adattato in forma di drama radiofonico.

## Trama
Arika Togawa è una studentessa delle superiori che un giorno, entrando in classe, si innamora del suo strano compagno di classe Takaomi Matsubue. Da quel momento in poi lei si chiederà del perché si è innamorata di lui mentre lui la utilizzerà come cavia per dei rituali o "esperimenti".
Nel corso della serie verranno poi introdotti sempre più personaggi bizzarri e il comportamento di Matsubue nei confronti di Arika diventerà sempre di più quello di un fidanzato (anche se continuerà sempre ad usarla come cavia dei suoi strani rituali ed esperimenti).

## Media

### Manga
Il manga Discommunication di Riichi Ueshiba è stato pubblicato sulla rivista mensile seinen Afternoon di Kōdansha dalla fine del 1991 all'inizio del 1999.
Il volume Discommunication: Gakuen pubblicato il 16 dicembre del 1998 contiene dei capitoli originariamente omessi dall'edizione tankōbon con numerazione regolare (1-13), questi capitoli sono quelli che vanno dal 53 al 58. Invece i capitoli che vanno dall'83 all'85 non sono mai stati pubblicati prima della nuova pubblicazione avvenuta nel 2012.
I tre volumi spin-off che portano il titolo di Discommunication: Seiereihen sono stati pubblicati tra il maggio 1999 e il settembre 2000 e fungono da collegamento con la serie Yume Tsukai con la quale condivide i personaggi.

### Anime
Arika Togawa e Takaomi Matsubue compaiono nell'OAV di Nazo no kanojo X presente nell'edizione speciale del volume 9 del manga, in quest'OAV hanno un ruolo fondamentale dato che permettono lo svolgimento della trama rapendo Urabe e facendola salvare da Tsubaki.

### Drama CD
Il drama CD di Discommunication, pubblicato il 23 ottobre 1996, consiste in un adattamento dei primi 8 capitoli del manga.
Personaggi e doppiatori:
- Takaomi Matsubue: Hiro Yuuki
- Arika Togawa: Megumi Hayashibara
- Touko Mishima: Yuka Imai
- Kousaka: Kazuhiko Inoue
- Hamano: Ishino Ryuuzou
- Chieka Togawa: Akiko Hiramatsu